# 코만체로스
코만체로스(The Comancheros)는 미국에서 제작된 마이클 커티즈 감독의 1961년 액션, 서부 영화이다. 존 웨인 등이 주연으로 출연하였고 조지 셔먼 등이 제작에 참여하였다. 참고로, '코만체로'는 19세기 미국 남서부에서 활동하던 인디언 교역업자(indian trader)를 뜻한다.

## 줄거리
남북전쟁 이전의 뉴올리언스에서 도박꾼 폴 레그렛은 결투 중 루이지애나 판사의 아들을 죽이게 된다. 레그렛은 상해만 입히려 했지만, 상대가 피하는 바람에 죽게 되었다고 주장한다. 살인죄로 교수형을 당할 위기에 놓이자 레그렛은 텍사스 공화국으로 도망치지만, 여전히 송환 대상자로 수배된다.
텍사스로 향하던 중, 레그렛은 신비로운 여인 필라 그레일과 하룻밤을 보내고, 텍사스 레인저 대장 제이크 커터에게 체포된다. 커터는 레그렛의 뇌물 제안을 거절하고 탈출 시도마저 막는다. 하지만 코만치 인디언들이 커터의 집을 불태우는 것을 목격한 레그렛은 커터를 기절시키고 탈출에 성공한다. 커터는 수치심을 느끼지만, 곧 코만치족에게 불법적으로 총과 위스키를 공급하는 코만체로스라는 무법자 집단을 추적하는 임무에 복귀한다.
레인저들은 코만치 지역으로 향하는 것으로 보이는 도난 총기를 운반하던 전과자 맥베인을 체포한다. 커터는 코만체로스가 맥베인을 실제로 만난 적이 없어 식별할 수 없을 것이라는 점을 이용해, "맥베인"으로 위장하여 코만체로스 밀수업자 털리 크로우를 만난다. 두 사람은 불안한 동맹을 맺는다. 그날 밤 카드 게임 중 커터는 예기치 않게 레그렛과 마주치고, 레그렛은 과거에 커터와 만난 적이 없다는 듯이 행동한다. 그러나 크로우는 둘 사이의 관계를 눈치채고 그들이 자신을 속이려 한다고 생각해 커터는 정당방위로 크로우를 죽인다.
코만체로스 소탕 작전이 지연되자, 커터는 다시 한번 레그렛을 루이지애나로 송환하려 한다. 두 사람은 친구가 운영하는 목장에 머무르지만, 코만치족의 습격을 받는다. 전투 중 레그렛은 말을 타고 도망치지만, 결국 텍사스 레인저 부대를 이끌고 돌아와 공격을 격퇴한다. 레그렛의 용감한 행동으로 인해 레인저와 텍사스 판사는 레그렛이 코만체로스의 보급선을 염탐하는데 도움을 주고 있었다며 거짓 증언을 하기로 합의한다. 레그렛은 정식 레인저로 임명된다.
커터와 레그렛은 코만체로스로 위장하여 도난당한 총기를 싣고 코만치 지역으로 향한다. 레인저들은 멀리서 그들을 미행한다. 마침내 코만치족에게 붙잡혀 사막 계곡에 숨겨진 코만체로스 공동체로 끌려간다. 처음에는 감금되었지만, 코만체로스의 마비된 지도자 그레일의 딸이자 레그렛과 사랑에 빠진 필라의 도움으로 풀려난다. 필라의 추천으로 그레일은 처음에는 커터와 레그렛을 환영한다. 필라는 커터가 위장한 레인저임을 알아채지만, 레그렛에 대한 사랑 때문에 아버지에게 이 사실을 숨긴다.
필라는 커터와 레그렛이 밤에 마을을 탈출할 계획을 세우지만, 레그렛은 필라를 사랑하게 되어 함께 도망치고 싶어 한다. 저녁 식사 자리에서 필라는 커터의 정체를 그레일에게 폭로하고, 커터와 레그렛은 그레일과 그의 부하들을 납치하여 다음 날 아침 마을을 벗어나려 한다. 하지만 그레일에게 아들을 잃은 코만체로스 여인이 그레일을 칼로 찔러 죽이면서 계획은 실패하고, 코만치족과 코만체로스에게 발각되어 추격을 받는다. 위기의 순간, 레인저들이 도착하여 코만치족을 격퇴하고 코만체로스 캠프를 파괴한다. 레그렛과 필라는 법의 손길이 미치지 않는 멕시코로 함께 떠나고, 제이크는 레인저 부대로 복귀하며 서쪽으로 사라진다.

## 출연

### 주연
- 존 웨인
- 스튜어트 휘트먼
- 이나 밸린

### 조연
- 네헤미아 퍼소프
- 리 마빈
- 마이클 안사라
- 패트릭 웨인
- 브루스 가보
- 조안 오브라이언
- 잭 얼람
- 에드가 뷰캐넌
- 귄 빅 보이 윌리엄스
- 헨리 다니엘
- 리처드 데본
- 존 디어키스
- 로저 모블리
- 밥 스틸

## 제작진
- 미술: 잭 마틴 스미스
- 미술: 알프레드 이바라
- 의상: 마저리 베스트